# فلاديمير لوكا
فلاديمير لوكا (بالتشيكية: Vladimír Luka) هو لاعب هوكي الجليد تشيكي، ولد في 7 مارس 1982 في كارفينا في التشيك.

## وصلات خارجية
- فلاديمير لوكا على موقع EliteProspects.com (الإنجليزية)
- فلاديمير لوكا على موقع HockeyDB.com (الإنجليزية)